# Rifain oriental
Le rifain oriental ou berbère des Beni-Snassen est une langue zénète communément rattachée au rifain, parlé au nord-est du Maroc au sein de la confédération tribale des Béni-Snassen ainsi que de la tribu rifaine voisine d'Ikebdanen. 
Il se distingue des autres dialectes rifains par un caractère moins accusé des évolutions phonétiques, se rapprochant ainsi des parlers zénètes de l'Oriental.
Le rifain oriental est considéré comme une « langue en danger » par l'UNESCO.